# Thẩm (nước)
Thẩm (tiếng Trung: 沈; bính âm: Shěn) là một nước chư hầu thời Xuân Thu trong lịch sử Trung Quốc. Lãnh thổ nước Thẩm nằm ở lưu vực Giang Hán thuộc địa bàn tỉnh Hà Nam ngày nay. Thời Xuân Thu, nước Thẩm dựa nhiều vào các nước lân cận hùng mạnh là nước Sở. Nước Thẩm bị nước Sái tiêu diệt vào một thời điểm trước trận Bá Cử (柏舉之戰).
Trong Tân Đường thư- Tể tướng thế hệ biểu, Âu Dương Tu đời Tống nhật định, thủy tổ của nước Thẩm là Đam Thúc Quý (聃叔季)- con trai của Chu Văn Vương.
Trong các quỹ đồ đồng Thẩm tử vào sơ kỳ Tây Chu, có trong "Ân Chu kim văn tập thành" (殷周金文集成, số: 04330), để giải thích ý nghĩa bản văn khắc trên đó có khó khăn hơn, song được công nhận là có hai chữ "Chu công" trong đó. Hứa Trác Vân (许倬云) và Ôn Đình Kính (温廷敬) cùng các học giả khác chỉ ra rằng, thông qua bản văn khắc có thể nhận ra được, thì nước Thẩm là hậu duệ của Chu Công Đán vào những năm đầu thời Tây Chu, và không phải là hậu duệ của Đam Thúc Quý. Trần Mộng Gia (陈梦家) có ý kiến bất đồng, ông nhận định các bình này căn bản không phải là đồ đồng của nước Thẩm, Lý Học Cần (李学勤) không nghĩ rằng Thẩm là quốc danh.